# Sojuz TM-12
Sojuz TM-12 (ryska: Союз ТM-12) var en flygning i det sovjetiska rymdprogrammet. Flygningen gick till rymdstationen Mir. Farkosten sköts upp med en Sojuz-U2-raket från Kosmodromen i Bajkonur den 18 maj 1991. Den dockade med rymdstationen den 20 maj 1991. Den 28 maj 1991 flyttades farkosten från rymdstationens främre dockningsport till dockningsporten på Kvant-1-modulen.
Farkosten lämnade rymdstationen den 10 oktober 1991. Några timmar senare återinträdde den i jordens atmosfär och landade i Sovjetunionen.